# Eladha, Hora Tu Fotos
"Ellada, Hora Tou Fotos" ("alfabeto grego: Ελλάδα, χώρα του φωτός, tradução portuguesa: ""Grécia, País de Luz") foi a canção que representou a Grécia no Festival Eurovisão da Canção 1993 que teve lugar em Millstreet, na Irlanda. Foi interpretada em grego por  Katerina Garbi. Esta canção foi um single do seu quinto álbum Os Ton Paradeiso. Foi a sexta canção a ser interpretada, a seguir à canção dinamarquesa "Under stjernerne på himlen, cantada por Tommy Seebach Band e antes da canção belga "Iemand als jij" interpretada por Barbara Dex. Terminou a competição em 9.º lugar (entre 25 participantes), tendo recebido 64 pontos.. No ano seguinte, a Grécia fez-se representar com a canção "To Trehandiri", interpretada por  Costas Bigalis & The Sea Lovers.

## Autores
A canção tinha letra e música de Dimosthenis Stringlis e foi orquestrada por Charis Andreadis.

## Letra
A canção é um elogio à Grécia, com Garbi cantando sobre a sua herança cultural e intelectual.

## Faixas do single
1. "Ellada, Hora Tou Fotos" – 2:57
2. "Ellada, Hora Tou Fotos" (Instrumental) – 2:57